# Isnelle Amelin
Pour les articles homonymes, voir Amelin.
Isnelle Baret, dite Isnelle Amelin, est une femme politique française née le 14 septembre 1907 à Saint-Leu et morte le 4 février 1994 à Saint-Denis, le chef-lieu de l'île de La Réunion, département d'outre-mer du sud-ouest de l'océan Indien.

## Biographie

### Jeunesse
Isnelle Baret naît dans une famille blanche modeste. Son père, Aimé Leopold Baret, est agent forestier et sa mère, Eugénie Gaspard, n'occupe pas d'emploi rémunéré et élève des animaux. Elle a six frères et sœurs. Toute sa famille meurt du paludisme et de la tuberculose alors qu'elle a 25 ans.  
À 33 ans elle se marie avec Raoul Amelin, un inspecteur de police et militant communiste. Ils s'engagent ensemble dans le combat contre les hiérarchies sociales de la colonie.  

### Carrière
Elle étudie dans plusieurs écoles privées catholiques. Ayant obtenu le brevet élémentaire, elle est employée à la Banque de la Réunion en 1927. Plus tard conseillère municipale de Saint-Denis de 1945 à 1959 puis conseillère générale de la Fédération Réunionnaise du Parti Communiste Français, elle est surtout connue pour son engagement féministe à l'échelle régionale. Elle sera, entre autres, présidente du mouvement de l'union des femmes de la Réunion.  
Elle s'est ensuite engagée, avec le docteur Raymond Vergès à sauver les jeunes enfants et les personnes âgées isolées, en mettant à la disposition de tous des vaccins en prévention des épidémies. 

### Engagement syndical et politique
Isnelle Amelin rejoint la CGT à partir de 1944. Elle crée le Syndicat général des employés de banque et de commerce dans lequel elle sera secrétaire générale de 1945 à 1955. En 1945, elle cofonde le Comité Républicain d'action démocratique et sociale (CRADS) qui souhaite abolir le statut colonial, et participe ainsi au mouvement de départementalisation. 
Elle s'investit dans le mouvement de décolonisation ayant lieu à Madagascar.
Voulant éviter une fraude électorale alors qu'elle est déléguée dans un bureau de vote de la ville de Saint-Denis, elle est gravement blessée par une milice souhaitant dérober l'urne. À la suite de cet événement, et en raison de ses « activités militantes jugées subversives », elle est contrainte de prendre sa retraite anticipée. 

### Engagement féministe
En compagnie d'autre militantes communistes, elle crée en 1946 la Fédération réunionnaise de l'Union des femmes françaises (UFF), première organisation féministe de l'histoire de l'île dans laquelle elle est secrétaire générale. Elle milite pour la fin des réglementations coloniales ainsi que pour conquérir des droits sociaux comme las allocations familiales, la Sécurité sociale, l'allocation chômage ou encore l'assistance médicale gratuite.
Son combat se concentre notamment dans le soutien des travailleuses (employées de maison, blanchisseuses, etc.) dont elle soutient les luttes et pour lesquelles elle met en place des crèches. 

## Postérité
Son nom a été donné à un lycée professionnel de la commune de Sainte-Marie en 2005 ainsi qu'à deux écoles maternelles à La Possession et à Saint-Pierre (Ravine des Cabris).